# Gene Lake
Pour les articles homonymes, voir Lake.
Gene Lake (né le 12 janvier 1966 à Saint-Louis) est un batteur de jazz. Il est le fils du musicien américain Oliver Lake.
Lake débuta la batterie à l'âge de cinq ans, et pris des lessons avec Pheeroan akLaff quand il était lycéen à The High School of Music & Art de New York City. Il poursuivit ses études au Berklee College of Music, où il collabora avec Tommy Campbell, et joua avec des groupes locaux de Boston dans des styles divers. Il travailla avec son père à New York de 1987 à 1988, puis rejoint l'ensemble de Henry Threadgill en 1990.
Dans les années 90, il travailla avec Steve Coleman, Lunar Crush (avec David Fiuczynski et John Medeski), Marcus Miller, Brandon Ross, David Sanborn, le World Saxophone Quartet, et Joe Zawinul. En dehors du jazz, Lake a aussi joué avec des musiciens de R&B comme Maxwell et Me'Shell Ndegeocello.
Lake a enregistré plusieurs albums en tant que leader, incluant "The Oliver Lake Quartet" (1990), "Dedication" (1998), et "At This Time" (2009).
Lake habite à Montclair, New Jersey.

## Discographie
En tant que leader:
- Cycles (2000)[5]
- Here and Now (2011)
- The Kingdom Within (2018)
- Head to the Sky (2021)

Collaborations:
- Steve Coleman and Five Elements - The Thao of Mad Phat (1993)
- David Fiuczynski and John Medeski - Lunar Crush (1994)
- D'Angelo - Brown Sugar (1995)
- Me'shell Nedegeocello - Peace Beyond Passion (1996)
- Maxwell - Embrya (1998)
- Me'shell Nedegeocello - Cookie (2002)
- The RH Factor - Hard Groove (2003)
- Axelle Red - French Soul (2004)
- Me'shell Nedegeocello - The Spirit Music Jamia: Dance of the Infidel (2005)
- Leo Courbot - Passion at a Distance (2024)